# Gisèle Pelicot
Gisèle Pelicot (francoska izgovorjava: [ʒizɛl peliko] ()), francoska kadrovnica, * 7. december 1952)
Bila je žrtev množičnega posilstva v Mazanu. Med letoma 2011 in 2020 jo je njen takratni mož Dominique Pelicot prikrito omamljal in posilil ter povabil vsaj 83 moških, da so jo posilili, ko je bila nezavestna. Ko se je leta 2024 v Avignonu začelo sojenje Dominiqueu in petdesetim drugim moškim zaradi hudega posilstva, poskusa posilstva in spolnega napada, se je Gisèle odpovedala pravici do anonimnosti ter zavrnila sojenje za zaprtimi vrati. Njena odločitev je pritegnila izjemno pozornost svetovnih medijev, saj je pogumno spregovorila v imenu vseh žrtev spolnega nasilja. Njena neomajna odločnost in javni nastop sta ji prinesla široko podporo ter občudovanje javnosti. Gisèle je postala simbol boja za pravice žensk, feministična ikona in se uvrstila na BBC-jev seznam100 Women of the Year 2024 ter na seznam 25 najvplivnejših žensk leta po izboru Financial Timesa.
Decembra 2024 je bilo na sojenju 50 od skupno 51 moških, vključno z Dominiqueom, obsojenih zaradi posilstva, poskusa posilstva in spolnega napada. Edini moški, ki ni bil obtožen posilstva Gisèle, je bil spoznan za krivega posilstva lastne žene. Dominiqueu je sodišče izreklo najstrožjo kazen – 20 let zapora, medtem ko so drugi obsojenci prejeli kazni od 3 do 15 let zapora.

## Ozadje
Gisèle Pelicot se je rodila 7. decembra 1952 v mestu Villingen v južnem delu Zahodne Nemčije. Njen oče je bil francoski vojak. V Francijo je prispela, ko je imela pet let. Mama ji je umrla za rakom, ko je imela pet let. Leta 1971 je spoznala svojega bodočega moža Dominiquea Pelicota. Poročila sta se aprila 1973 in se vselila v pariško predmeste Villiers-sur-Marne. V prvih letih zakona sta se jima rodila sin David in hči Caroline. Leta 1986 pa se jima je rodil še sin Florian.
Gisèle je delala kot administratorka v državnem podjetju, Électricité de France. Dominique je delal kot električar in nepremičninski posrednik ter ustanovil številna podjetja, ki so kasneje propadla. V tem času je imela Gisèle triletno afero s sodelavcem. Ko je Dominique odkril afero, se je za nekaj mesecev preselil k drugi ženski. Čez nekaj mesecev sta se pobotala in nadaljevala skupno življenje. Leta 2001 se je par ločil zaradi finančnih razlogov, vendar sta se leta 2007 ponovno poročila.
Po upokojitvi leta 2013 sta se zakonca Pelicot preselila v Mazan v jugovzhodni Franciji in najela hišo z bazenom. Gisèle se je pridružila pevskemu zboru, njen mož pa je veliko kolesaril.

## Zloraba in odkritje
Medtem ko je par še živel na območju Pariza, so Gisèle predpisali zdravilo Temesta (lorazepam), benzodiazepin. Dominique je izkoristil njeno drogirano stanje, da jo je posiljeval, ko je spala. Hrani in pijači ji je začel dodajati uspavalne tablete, ki jih je dobil od lastnega zdravnika, da je postala nezavestna. Ko se je par preselil v Mazan, je Dominique povabil moške, s katerimi je stopil v stik na medmrežju, da posilijo Gisèle, medtem ko je bila drogirana. Gisèle se ni zavedala, kaj se ji dogaja. Ko je imela zaradi zdravil težave s spominom, jo je skrbelo, da ima morda Alzheimerjevo bolezen ali možganski tumor, vendar so bili testi vedno negativni. Imela je sume in ob neki priložnosti je moža vprašala, ali jo omami, vendar je to vedno zanikal. Septembra 2020 so njenega moža aretirali zaradi dvigovanja krila ženski v lokalnem supermarketu. Ko so pregledali njegov računalnik, so odkrili slike nezavestne Gisèle, ki jo posiljuje njen mož in najmanj 83 drugih moških. Dominiqueu so odredili pripor. Gisèle se je izselila in sprožila ločitveni postopek; svojega nekdanjega moža ni več videla do njegovega sojenja septembra 2024. Ločitev je bila zaključena tik pred sojenjem.

## Sojenje
Sojenje Dominiqueu in 50 drugim moškim, ki so jih identificirali na računalniških slikah, se je začelo v Avignonu septembra 2024. Gisèle je imela kot žrtev posilstva pravico do anonimnosti in pravico do sojenja za zaprtimi vrati, vendar se je odpovedala pravici do anonimnosti in vztrajala pri javnem sojenju, da bi povečala ozaveščenost o spolnem napadu s pomočjo drog in spodbudila druge žrtve spolnih zločinov, da spregovorijo.
Dne 19. decembra 2024 je bil Dominique obsojen na 20 let zapora. Devetinštirideset soobtoženih je bilo spoznanih za krive hudega posilstva, poskusa posilstva ali spolnega napada in obsojenih med tri do petnajst let zapora. Petdeseti je bil spoznan za krivega uporabe mamil in posilstva lastne žene.

## Prepoznavnost in vpliv
Gisèleina odločitev, da se odpove anonimnosti in da bo sojenje potekalo javno, ter njeno dostojanstveno vedenje med sojenjem so povzročili vsesplošno občudovanje in podporo javnosti tako v Franciji kot po svetu. Vsak dan je zapuščala sodišče ob aplavzu ljudi, ki so se zbrali zunaj, na stenah okoli sodišča pa so bili nalepljeni podporni slogani. Prejela je sporočila žensk z vsega sveta. V njeno podporo so potekale demonstracije in čez noč je postala feministična ikona.
Po izreku sodbe so se njeni podporniki Gisèle zahvalili za njen pogum in podprli kazen, ki je bila izrečena njenemu možu. Tudi Francoski predsednik Emmanuel Macron se ji je zahvalil za njeno »dostojanstvo in pogum« podporo so ji izrekli tudi tuji voditelji, kot sta španski premier Pedro Sánchez in nemški kancler Olaf Scholz. Ana Redondo García, španska ministrica za enakost, je napovedala ustanovitev novega sprejemnega centra v Asturiji za ženske, ki so utrpele nasilje. Center naj bi poimenovali po Gisèle.